# Лаундсвил (Јужна Каролина)
Лаундсвил (енгл. Lowndesville) град је у америчкој савезној држави Јужна Каролина.

## Демографија
По попису из 2010. године број становника је 128, што је 38 (-22,9%) становника мање него 2000. године.
| Група             | 2000.       | 2010.      |
| Белци             | 127 (76,5%) | 97 (75,8%) |
| Афроамериканци    | 34 (20,5%)  | 25 (19,5%) |
| Азијати           | 0 (0,0%)    | 0 (0,0%)   |
| Хиспаноамериканци | 0 (0,0%)    | 4 (3,1%)   |
| Укупно            | 166         | 128        |